# Помічники арбітра (футбол)

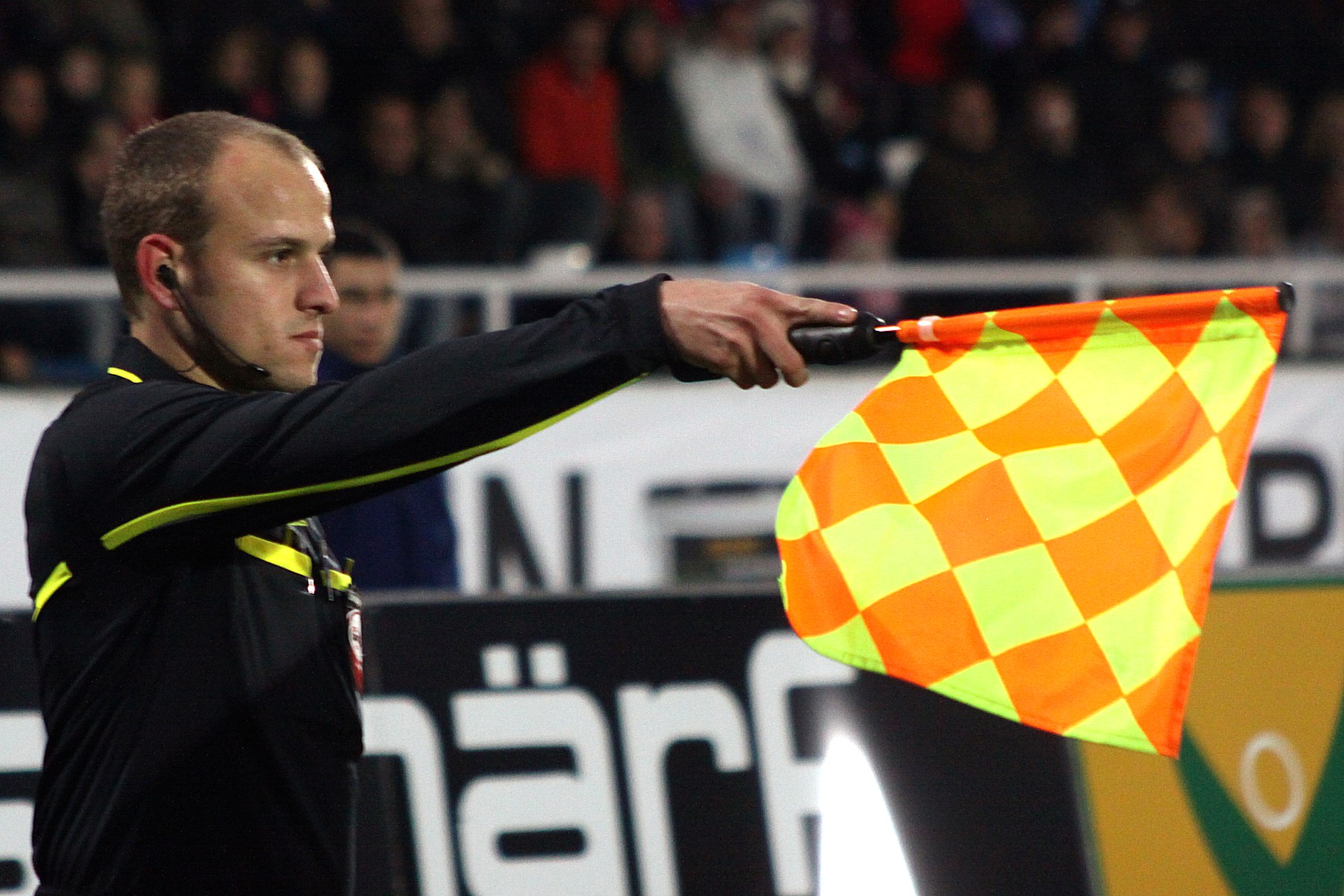
Боковий арбітр

Помічники (асистенти) арбітра у футболі, які допомагають основному арбітру судити матч. Їх повноваження описані в шостому футбольному правилі.
Помічники арбітра є одним з «офіційних осіб матчу» разом з арбітром, четвертим арбітром, директором матчу, офіцером безпеки матчу, спостерігачем арбітражу та іншими особами. Асистенти арбітра і інші арбітри формують «бригаду» головного арбітра, яка обслуговує футбольний матч.
Слід зауважити, що позаяк у деяких інших країнах, де для людини яка вирішує спірні питання використовується загальний термін «суддя» (тому в розмовній мові в Україні, вживають терміни боковий суддя, судді на лініях), в Україні спортивний арбітр не має тої юридичної сили, що «людина в мантії» (суддя). В засобах масової інформації їх також часто називають за англійською традицією «лайнсмен» (англ. linesman), офіційно ж така особа є помічником рефері (англ. assistant referee).

## Форма та спорядження

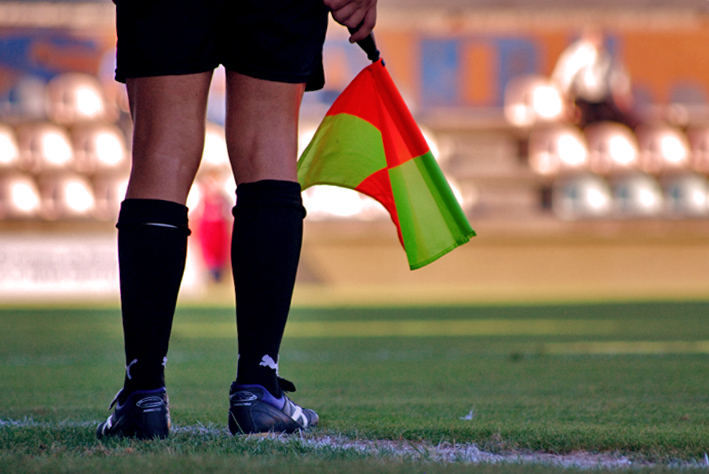
картатий прапорець

Форма «арбітрів на лініях» схожа на форму арбітра. У руці «арбітр на лінії» тримає прапор, яким він подає сигнали.

## Обов'язки і детальніше визначення

На схемі позначено рух і місцезнаходження арбітра «у полі» (червоним), світло-голубим - помічників арбітра одночасно і стосовно центральної лінії

На кожен матч призначаються два помічники арбітра, які зазвичай розташовуються на бічних лініях поля. Типові обов'язки «арбітра на лінії»:
- Фіксувати вихід м'яча за межі поля. Призначати вкидання, удар від воріт, кутовий удар.
- Фіксувати перебування поза грою.
- Фіксувати порушення правил за межами поля зору основного арбітра.
- Допомагати арбітру під час замін гравців (див. Футбол: Правило 3:Число гравців).
- Контролювати процедуру заміни гравців.
- При пробитті пенальті визначати, чи почав воротар рухатися вперед перед ударом м'яча.

Повний список обов'язків кожного з «арбітрів на лінії» визначає головний арбітр.
Помічники арбітра, як і інші «офіційні особи матчу» в своїй роботі підпорядковуються арбітру, правило 6 футбольних правил. Як і інші польові «офіційні особи матчу» арбітри на лінії допомагають арбітру у випадках порушень, які їм краще видно, ніж головному арбітру, та повинні повідомити у відповідні органи про будь-яку серйозну неналежну поведінку або інший інцидент, що трапився поза полем зору головного арбітра та інших офіційних осіб матчу. При складанні будь-якого рапорту вони повинні консультуватися з арбітром та іншими офіційними особами матчу. Арбітри на лінії також допомагають арбітру інспектувати поле для гри, м'ячі, перевіряти спорядження гравців та робити нотатки щодо часу, взяття воріт, неналежну поведінку, тощо.
За правилами арбітр, асистенти арбітра, четвертий арбітр, додаткові асистенти арбітра та резервний асистент арбітра є польовими «офіційними особами матчу» (правило 6 футбольних правил.), але зазвичай «арбітри на лініях» не виходять на поле. Проте у виняткових ситуаціях (наприклад, при пробитті пенальті) вони це можуть робити, допомогти контролювати відстань 9,15 м.

## Додаткові помічники арбітра

### Четвертий арбітр
Четвертий арбітр також допомагає:
- контролювати процедуру проведення замін
- перевіряти екіпіровку гравця /запасного гравця
- гравцю повернутися на поле після сигналу/дозволу арбітра
- стежити за заміною м'яча
- повідомляти про мінімальну компенсацію втраченого часу, яку призначає арбітр в кінці кожного тайму (включаючи додатковий час)
- повідомляти арбітра про неналежну поведінку будь-якої особи в технічній площі

### Додаткові асистенти арбітра
Додаткові асистенти арбітра можуть повідомити:
- коли м'яч повністю перетинає лінію воріт, включаючи епізоди зарахування голу
- яка команда отримує право виконати кутовий удар або удар від воріт
- при виконанні 11-метрових ударів, чи рухається воротар передчасно з лінії воріт до виконання удару по м'ячу та якщо м'яч перетинає лінію воріт

### Резервний асистент арбітра
Єдиним обов'язком резервного асистента арбітра є заміна асистента арбітра або четвертого арбітра, який не в змозі далі виконувати свої обов'язки.

## Відеотехнічні офіційні особи матчу

### Відео асистент арбітра
Відео асистент арбітра (ВАА) є офіційною особою матчу, який має право допомагати арбітру у прийнятті рішення, використовуючи з монтований
відеоматеріал повтору, лише у випадку яв ної і очевидної помилки або важливого непоміченого епізоду, що пов'язаний із гол /не гол, був/не був
метровий удар, прямою червоною карткою (але не через отримання другого попередження) або у випадку із помилковою ідентифікацією, коли арбітр виносить попередження або вилучає не того гравця команди, яка скоїла порушення.

### Помічник відео асистента арбітра
Помічник відео асистента арбітра (ПВАА) є офіційною особою матчу, який допомагає ВАА перш за все шляхом:
- спостереження телевізійного відеоматеріалу в той час, як ВАА зайнятий перевіркою або переглядом;
- ведення записів стосовно епізодів, пов'язаних із ВАА та вирішення будь-яких технічних або комунікаційних проблем;
- надання допомоги у спілкуванні ВАА із арбітром, особливо шляхом спілкування із арбітром в той час, як ВАА здійснює перевірку/перегляд, наприклад, каже арбітру зупинити гру або почекати із поновленням гри тощо;
- ведення записів стосовно «втраченого» часу, коли поновлення гри затримується через перевірку або перегляд;
- передача інформації стосовно рішень, що мають відношення до ВАА, у відповідних матчах.